# تجارة بين عميل وآخر
تقدم أسواق التجارة بين مستهلك وآخر طريقة مبتكرة تتيح للزبائن التفاعل فيما بينهم. تتطلب الأسواق التقليدية علاقة بين الشركات والعملاء، إذ يذهب العميل إلى الشركة بهدف شراء منتج أو خدمة. في أسواق التجارة بين عميل وآخر، تسهل الشركة وجود بيئة يمكن للعملاء بيع البضائع أو الخدمات فيها إلى بعضهم البعض. من بين الأنواع الأخرى للأسواق: أسواق التجارة بين شركة وأخرى، وأسواق التجارة بين الشركات والعملاء.
تتضمن التجارة الإلكترونية الخاصة بالتجارة بين مستهلك وآخر (أو بين المواطنين) المعاملات الميسرة إلكترونيًا بين المستهلكين عن طريق طرف ثالث. يُعتبر المزاد الإلكتروني أحد الأمثلة الشائعة عن ذلك، إذ ينشر أحد المستهلكين سلعة للبيع، ويحاول مستهلكون آخرون شراءها، بينما يفرض الطرف الثالث عادة ضريبة انتفاع أو عمولة. تلعب المواقع دور الوسطاء فقط لا غير، فدورها ربط المستهلكين المناسبين مع بعضهم لا أكثر. لا يترتب عليها معاينة جودة المنتجات المعروضة.
التجارة بين مستهلك وآخر هو ابتكار منتج أو خدمة واتباع إستراتيجية ترويجية معينة يشارك فيها المستهلكون ذلك المنتج أو الخدمة مع الآخرين بصفتهم مؤيدين للعلامة التجارية اعتمادًا على قيمة المنتج. يُعتبر الاستثمار في وضع المفاهيم وتطوير أفضل الخدمات والمنتجات التي يبحث عنها المستهلكون باستمرار مساويًا للتسويق التوعوي بمنتج يباع بالتجزئة قبل إطلاقه.

## نموذج الأعمال
تحتوي معظم مواقع التجارة بين عميل وآخر، مثل إيباي، على طريقة انسيابية وعالمية للتجارة التقليدية بين عميل وآخر، اتُبعت هذه الطريقة عادة في أسواق مثل المبيعات في المرآب، وعروض المقتنيات، وأسواق السلع المستعملة وغيرها، مع الوسيط الخاص بها على شبكة الإنترنت. يسهّل ذلك الوصول إلى المشترين، ويمكّن الباعة من عرض سلعة للبيع مباشرة بعد دقائق من التسجيل.
عندما تُعرض سلعة ما على موقع خاص بالتجارة بين العملاء، تُفرض رسوم إدخال غير قابلة للاسترداد بناءً على السعر الافتتاحي الذي يحدده البائع. فور انتهاء المزاد، تُفرض رسوم نهائية. عادة ما تتراوح تلك الرسوم بين 1.25% و5% من سعر البيع النهائي.
بعد أن ينتهي موقع التجارة بين عميل وآخر من إعداد النظام الذي يمكن وضع العروض عليه، يمكن عرض السلع للبيع، ويمكن إتمام المعاملات، وتُفرض الرسوم على البائع، ويمكن ترك تغذية راجعة، بينما يبقى الموقع نفسه خلف الكواليس. على سبيل المثال، في نهاية المزاد، يُعلم موقع التجارة بين عميل وآخر المشتري عن طريق البريد الإلكتروني أنه فاز. يرسل الموقع رسالة إلكترونية للبائع أيضًا لإعلامه باسم الفائز، وبالسعر الذي انتهى عليه المزاد. في تلك المرحلة، يعود أمر إنهاء المعاملات بعيدًا عن الموقع إلى البائع والمشتري.
تكسب مواقع التجارة بين عميل وآخر المال عن طريق فرض رسوم على الباعة. على الرغم من أنه يمكن التسوق ونشر العروض بشكل مجاني، يفرض على الباعة رسوم عند عرض سلع للبيع، وإضافة ميزات ترويجية، وإتمام المعاملات بنجاح.
وسّعت العديد من مواقع التجارة بين عميل وآخر فئات منتجات موجودة وطورتها عن طريق تقديم لوحات إعلانية وغرف دردشة خاصة بفئات معينة، ودمج محتوى خاص بالفئة، والإعلان عن خدماتها في منشورات مستهدفة، والمشاركة في العروض التجارية المستهدفة. وسّع موقع إيباي على وجه التحديد نطاق المنتجات التي يقدمها لتسهيل التجارة على الموقع، بما في ذلك خدمات الدفع، والشحن، والمصادقة، والتقييم، وفحص المركبات، وخدمات الضمان.